# فيشاكا

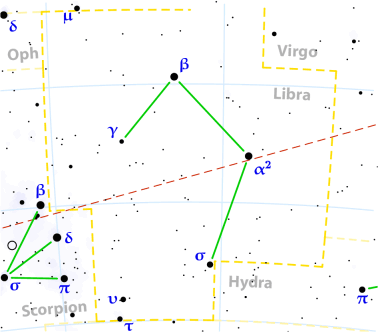
فيشاكا أو برج الميزان

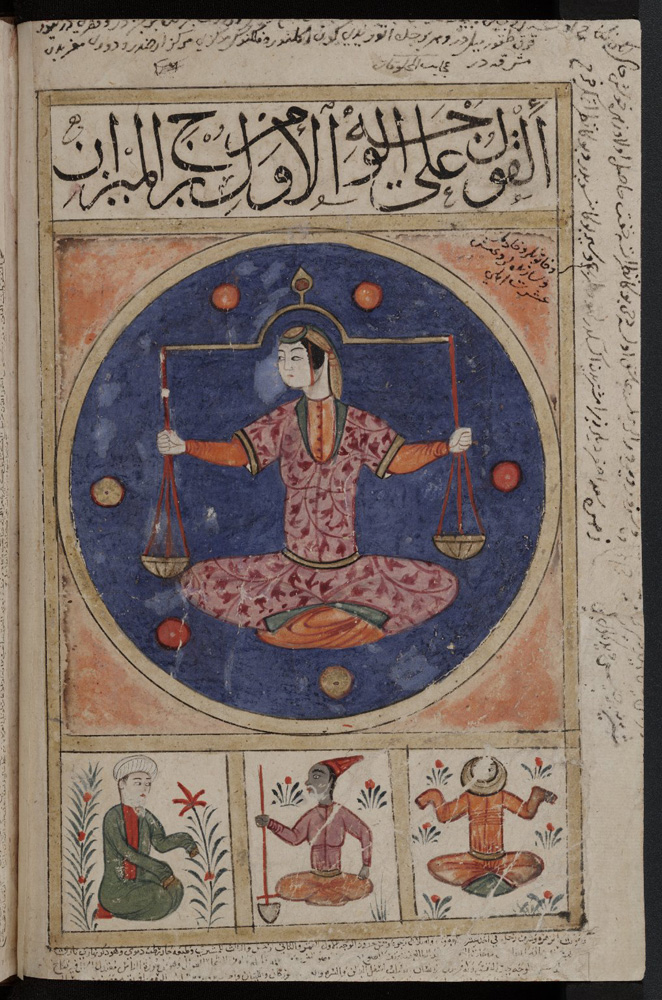
وساخا أو برج الميزان في الورقة الثالثة عشر من كتاب البلهان الذي جمعه عبد الحسن الاصفهاني في القرن الرابع عشر.

فيشاكا (بالإنجليزية: Vishakha)‏ هي نكشترا في علم الفلك الهندي وتمتد في تولا أو برج الميزان (سابع بيوت علم التنجيم الفيدي الطبيعي). وفي الأساطير الهندوسية، فإن فيشاكا هي ابنة الملك دكشا. وهي واحدة من سبع وعشرين ابنة للملك دكشا وقد تزوجت إله القمر تشاندرا. فيشاكا هي النكشترا السادسة عشر في دائرة البروج الهندوسية، ويحكمها حكيم (كورو) كوكب المشتري (بريهاسباتي)، وهي نجم مولد إله الحرب الهندوسي الكبير موروكان.